# Stjepan Horvat
Stjepan Horvat (Karlóca, 1895. december 29. – Buenos Aires, 1985. március 12.), horvát földmérőmérnök, egyetemi tanár, a Zágrábi Egyetem rektora, a második világháború alatt a Horvát Légierő tisztje.

## Élete
Karlócán született és a helyi gimnáziumba járt. 1915-ben Vinkovcén érettségizett. Ugyanebben az évben Zágrábban beiratkozott a geodéziai tanfolyamra, ahol 1918-ban államvizsgázott, 1919-ben pedig gyakorlati vizsgát tett. 1919-ben Zágrábban a Kataszteri Földmérési Felügyelőségen, 1920-tól 1922-ig a belgrádi Katonai Földrajzi Intézetben dolgozott, 1923-ban pedig magán geodéziai irodát nyitott Zimonyban. 1926-ban a Zágrábi Egyetem Műszaki Karára került szerződéses tanársegédnek, 1930-ban szerződéses tanár, 1937-ben pedig egyetemi docens és a Geodéziai Hatóság vezetője lett. A mérnöki záróvizsgát 1936-ban tett le a Zágrábi Egyetem Geodéziai és Kultúrmérnöki Tanszékén. Geodéziai tanulmányait befejezve a Zágrábi Egyetem Műszaki Karán tanított. 1941-ben rendes professzori címet kapott. Szerkesztője volt a „Geodetskoga lista” és a „Hrvatske državne izmjere” geodéziai és mérnöki folyóiratoknak és több geodéziai kiadványnak. 1940-től 1944-ig az Országos Földrendezési Bizottság tagja, 1941-től 1944-ig az állami geodéziai felmérés szervezője volt a Független Horvát Állam Közmunkaügyi Főigazgatóságán. 1943-tól a Műszaki Kar dékánja, 1944-től 1945-ig a Zágrábi Egyetem rektora volt. 1945 májusában emigrált, és csak egy hátizsákot vitt magával a legszükségesebb holmikkal, valamint az egyetem 1877-ből származó arany rektori láncával, amely I. Ferenc József ajándéka volt. A láncot aztán titokban a római horvát Szent Jeromos Intézetnek adta át, amely 1991-ben visszaadta az értékes láncot az egyetemnek.
1944-ben kiadta a „Pisma hrvatskim intelektualcima” (Levelek a horvát értelmiségiekhez) című könyvét, amelyben a független Horvátország fennmaradása mellett szállt síkra, és megértést tanúsított az usztasa mozgalom iránt, amellyel szemben számára nem volt horvát alternatíva abban a történelmi időszakban. Ő a szerzője az 1945-ből származó „Horvát Egyetemi Rektori Memorandumnak”, amelyben az egyetemi világban igyekezett erkölcsi segítséget szerezni népének, és meggyőzni a nemzetközi közvéleményt a horvát állam fennmaradásának létjogosultságáról. Dalokat és főleg spirituális kompozíciókat írt, köztük a „Szűz Mária szentmisét”, amelyet Alojzije Stepinac zágrábi érseknek ajánlott.
A háború utáni első éveket több ausztriai és olaszországi táborban töltötte, legutóbb a fermói táborban volt, ahol a kulturális élet szervezésében jeleskedett. Megalapította a „Jadran” horvát kórust, melynek elnöke és aktív tagja volt. 1946-ban Rómában egy horvát népzenei hangversenyen vezényelte ezt a kórust, és egy gramofonlemezt is rögzített. 1945-ben társalapítója volt a Matica Hrvatska tábori szervezetének. 1948-ban Argentínába érkezett, Esteban Horvat néven földmérőként dolgozott az Argentin Katonai Földrajzi Intézetben (IGMA). 2004-ben az intézetben emléktáblát állítottak neki az argentin hadsereg legmagasabb szintű polgári szolgálatáért. 1985. március 12-én hunyt el Buenos Airesben. 1994-ben a Zágrábi Egyetem rehabilitálta, és portréját elhelyezték a rektori irodában.

## Geodéziai munkássága
Horvátországban a matematika geodéziai vonatkozásaival, a térképészet, a geodéziai csillagászat és a fizika alkalmazásával, Argentínában pedig geodéziai mérések matematikai feldolgozásával, gravimetriával, fizikai geodéziai és geodéziai térképészettel és automatikus számítási módszerek kidolgozásával foglalkozott. Több mint száz tudományos és szakmai közleményt írt horvát, német, argentin és más külföldi szakmai folyóiratokban és kiadványokban. Még Zágrábban számos segédletet és kézikönyvet írt diákok számára. Munkáit 1954-ben Rómában és 1973-ban Oxfordban a Nemzetközi Földrajzi és Geofizikai Unió konferenciáján is bemutatta. A háború alatt szakmai és politikai cikkeket írt a napi és egyéb sajtóban.

## Költői és zeneszerzői munkássága
Hivatása mellett zenével és költészettel is foglalkozott. Többszólamú dalokat írt és komponált vegyeskarra, kantátákat és miséket komponált: „Oda ljubavi” (Óda a szerelemhez), „Molitva na svršetku dana” (Imádság a nap végén), „Oče naš” (Miatyánk), „Oda životu” (Óda az élethez), „Četiri vijenca narodnih pjesama” (Népdalok négy koszorúja, Szerém, Boka Kotorska, Dalmácia, Hrvatsko zagorje), „Ave Maria”, „Domine non sum diginus”, „Bože Ti vidiš muku moju” (Istenem, látod a kínomat), „Gospodine, bio sam samo grešnik” (Uram, én csak bűnös voltam), „Te Deum ladeamus”, „Hvalospjev u slavu Isusova rođenja” (Himnusz Jézus születésének dicsősége) és „Oda smrti” (Óda a halálhoz), egy hatszólamú, saját szavaival komponált kórusmű, amelyet az 1945. májusi áldozatoknak szentelt. Alojzije Stepinac zágrábi érsek tiszteletére komponálta a „Missa beatae Mariae Virginis” misét.
Számos írás és elmélkedés szerzője, köztük a "Levelek a horvát értelmiségiekhez" (1944), amelyben a horvát állam fennmaradását szorgalmazza, valamint a "Horvát Egyetem rektorának memoranduma" (1945), amely erkölcsi segítséget kért a horvát népnek a horvát állam fennmaradásának érdekében. A fermói menekülttáborban való tartózkodása alatt írta „Razmatranja o suvremenoj hrvatskoj problematici iz perspektive logora” (Elmélkedések a kortárs horvát problémákról a tábor szemszögéből) és a „Mi izbjeglice” (Mi menekültek) című meditatív memoár szövegeket.

### Kiadott művei
- Geodetske tablice, Udruženje studenata Tehničkog fakulteta, Zagreb, 1930.,
- Praktična geodezija. Državna izmjera, I. dio, Udruženje slušača Tehničkog fakulteta, Zagreb, 1931.,
- Osnivanje i izmjera gradova, Udruženje slušača Tehničkog fakulteta, Zagreb, 1932.,
- Praktična geodezija. Državna izmjera, II. dio, Udruženje slušača Tehničkog fakulteta, Zagreb, 1932.,
- Geodetski instrumenti i mašine za računanje na geodetskoj izložbi 1935., Zagreb, 1935.,
- Geodetsko računanje I, Teoretski dio (Osnovne teorije pogrešaka i metode najmanjih kvadrata), Udruženje slušača Tehničkog fakulteta, Zagreb, 1937.,
- Katastarska uprava Sisak, Sreski sud Sisak, Katastarska općina Bok, katastarska karta, 1:2880, Sisak, 1939.
- Pisma hrvatskim intelektualcima, Vlastita naklada, Zagreb, 1944.
- Memorandum rektora Hrvatskog sveučilišta, Zagreb, 1945.
- Resolución de problemas de cálculos geodésico-topográficos con la calculadora electrónica IME-NCR (Geodéziai-topográfiai számítás feladatának megoldása IME-NCR elektronikus számológép segítségével). Instituto Geográfico Militar Argentino, Buenos Aires, 1968.

## Fordítás
Ez a szócikk részben vagy egészben  a   Stjepan Horvat című horvát Wikipédia-szócikk ezen változatának fordításán alapul.  Az eredeti cikk szerkesztőit annak laptörténete sorolja fel. Ez a jelzés csupán a megfogalmazás eredetét és a szerzői jogokat jelzi, nem szolgál a cikkben szereplő információk forrásmegjelöléseként.